# 蜘蛛侠 (2017年动画)
《漫威蜘蛛人》（英語：Marvel's Spider-Man）或簡稱《蜘蛛人》（Spider-Man），是一個基於在漫威漫畫上出版的蜘蛛人漫畫改編的美國電視動畫影集。用於頂替先前完結的《終極蜘蛛人》，2017年8月19日在迪士尼XD首映。

## 情節
一位名為彼得·帕克的聰明青年，在一次學校組織的到奧斯公司的參訪中，被一隻具有放射性的蜘蛛咬傷並獲得了超能力，從此逐漸成為了獨當一面、名為蜘蛛俠的蒙面超級英雄。
彼得的好友哈利，轉學到專為天才設立的地平線中學，並鼓勵彼得也轉學。彼得很心動，卻不想增加梅嬸負擔，決定放棄。哈利陪地平線中學校長麥克斯到中城中學發表招生說明會，史邁斯父子暗中破壞儀器，引起火災。彼得利用麥克斯的室內暴雨公式撲滅大火，得到進入地平線中學的機會。哈利則因為史邁斯父子嫁禍，必須暫時停學，接受調查。

## 主要角色
- Robbie Daymond – 「蜘蛛人」彼得·帕克
- 蘿拉·貝莉 – 「女蜘蛛人·關／幽靈蜘蛛」關·史黛西
- Melanie Minichino – 「蜘蛛女孩」安雅·克萊森（英语：Anya_Corazon）
- Benjamin Diskin – Spencer Smythe，閃電·湯普森
- 納吉·傑特 – 「新蜘蛛人」麥爾斯·莫拉雷斯
- Natalie Lander – 「怪咖女（英语：Screwball (comics)）」麗茲·艾倫（英语：Liz Allan）
- Nancy Linari – 梅·帕克
- Yuri Lowenthal – 「衝擊」克萊頓·科爾（英语：Clash (comics)）
- 史考特·門維爾 – 「究極蜘蛛人」奧托·奧克塔維斯
- 馬修·麥瑟 – 「犀牛人」阿列克謝·塞爾斯維奇
- Felicia Day – 瑪莉·珍·華生
- Max Mittelman – 「惡鬼」哈里·奥斯本
- 史考特·門維爾 – 格萊迪·斯卡普斯（英语：Grady Scraps）
- Steven Blum – Bonesaw McGee
- 派頓·奧斯瓦特 – 班·帕克
- 米克·温格特 – 「鋼鐵人」東尼·史塔克
- Joe Quesada – Joe
- Yuri Lowenthal – 「貓頭鷹（英语：Owl (Marvel Comics)）」夜行者（英语：Nocturnal）
- Zeno Robinson – 蘭迪·羅伯遜（英语：Randy Robertson）
- Kevin Shinick – 「浩克」布魯斯·班納
- Fred Tatasciore – 「毒液」麥克斯·莫代爾（英语：Max Modell）
- 蘿拉·貝莉 – 黑寡婦
- Kathreen Khavari – 驚奇女士
- 羅傑·克雷格·史密斯 – 美國隊長
- 格蕾·德莱勒 – 「驚奇隊長」卡蘿·丹佛斯
- Travis Willingham – 雷神索爾
- Sofia Wylie – 鋼鐵心
- 李起弘 – 「浩克」阿瑪迪斯·趙（英语：Amadeus Cho）
- Will Friedle – 「星爵」彼得·奎爾
- Connor Andrade – 格魯特
- 奧伯利·喬瑟夫 – 「斗篷」泰隆·強森
- Olivia Holt – 「匕首」坦迪·鮑恩
- 利亞姆·奧布萊恩 – 「奇異博士」史蒂芬·史傳奇
- Peter Giles – 「月光騎士」馬克‧史貝特
- Nathaniel J. Potvin – 「潛行者」霍比·布朗（英语：Prowler (Marvel Comics)#Hobie Brown）
- Bob Joles – J·喬納·詹姆森
- Katrina Kemp – 安娜·瑪麗亞·馬可尼（英语：Anna Maria Marconi）
- Travis Willingham – 沙人
- Alex Désert – 「蜂群（英语：Swarm (Marvel Comics)）」傑佛遜·戴維斯（英语：Jefferson Davis (comics)）

## 敵人
- Josh Keaton – 「綠惡魔」諾曼·奥斯本
- Benjamin Diskin – 史賓賽·史邁斯（英语：Spencer Smythe）
- Jason Spisak – 艾里斯泰·史邁斯（英语：Alistair Smythe）
- 卡梅隆·伯埃斯 – 「震動人」赫曼·舒爾茨
- Sofia Carson – 「女沙人」基米婭·阿爾瓦拉多（英语：Keemia Marko）
- Jim Cummings – 錘頭（英语：Hammerhead (comics)）
- Jim Cummings – 鬼魂
- 約翰·迪·馬吉歐 – 「胡狼（英语：Jackal (Marvel Comics character)）」雷蒙德·沃倫（英语：List of Marvel Comics characters: W#Raymond Warren）
- Alastair Duncan – 禿鷹
- 格蕾·德莱勒 – 黑貓
- April Stewart – 銀貂
- Jason Spisak – Alistair Smythe，蝎子人
- 派頓·奧斯瓦特 – 變色龍
- Daisy Lightfoot – 「女電光人」弗朗辛·弗萊
- Fred Tatasciore – 甲蟲人（英语：Beetle (comics)）
- 特羅伊·貝克 – 獵人克萊文
- Yuri Lowenthal – 「蜥蜴人」寇特·康納斯博士
- Ben Pronsky – 「毒液」艾迪·布洛克
- Fred Tatasciore – 交叉骨
- Booboo Stewart – 傑克南瓜燈（英语：Jack O'Lantern (Marvel Comics)）
- 待確認 – 貓熊人（英语：Panda-Mania (comics)）
- Zack Shada – 河馬人（英语：Hippo (comics)）
- Meg Donnelly – 驚叫（英语：Scream (comics)）
- Kylee Russell – 蔑視（英语：List of Marvel Comics characters: S#Scorn）
- Carla Jeffery – 狂躁（英语：Mania (symbiote)）

## 各話標題
| 季數  | 集數   | 中文標題                        | 英文標題 | 播放日期   |
| ----- | ------ | ------------------------------- | -------- | ---------- |
| 起源  | 第1話  | 介紹！                          |          | 2017/06/28 |
| 起源  | 第2話  | 觀察！                          |          | 2017/07/25 |
| 起源  | 第3話  | 假設！                          |          | 2017/07/26 |
| 起源  | 第4話  | 預測！                          |          | 2017/07/27 |
| 起源  | 第5話  | 實驗！                          |          | 2017/07/28 |
| 起源  | 第6話  | 結論！                          |          | 2017/07/29 |
| 第1季 | 第1話  | 地平線高中：第 1 部分           |          | 2017/08/19 |
| 第1季 | 第2話  | 地平線高中：第 2 部分           |          | 2017/08/19 |
| 第1季 | 第3話  | 奧斯本學院                      |          | 2017/08/26 |
| 第1季 | 第4話  | 生命中的一天                    |          | 2017/09/02 |
| 第1季 | 第5話  | 派對動物                        |          | 2017/09/02 |
| 第1季 | 第6話  | 沙人                            |          | 2017/09/16 |
| 第1季 | 第7話  | 共生關係                        |          | 2017/09/16 |
| 第1季 | 第8話  | 史塔克博覽會                    |          | 2017/09/16 |
| 第1季 | 第9話  | 終極蜘蛛人                      |          | 2017/09/23 |
| 第1季 | 第10話 | 克萊文的驚人狩獵                |          | 2017/09/30 |
| 第1季 | 第11話 | 萬聖節月亮                      |          | 2017/10/07 |
| 第1季 | 第12話 | 冰上蜘蛛人                      |          | 2017/10/14 |
| 第1季 | 第13話 | 毒液                            |          | 2017/10/21 |
| 第1季 | 第14話 | 怪咖女直播                      |          | 2017/10/28 |
| 第1季 | 第15話 | 奧克博士的崛起：第 1 部分       |          | 2018/01/21 |
| 第1季 | 第16話 | 奧克博士的崛起：第 2 部分       |          | 2018/01/21 |
| 第1季 | 第17話 | 奧克博士的崛起：第 3 部分       |          | 2018/01/28 |
| 第1季 | 第18話 | 奧克博士的崛起：第 4 部分       |          | 2018/01/28 |
| 第1季 | 第19話 | 蜘蛛島：第 1 部分               |          | 2018/02/04 |
| 第1季 | 第20話 | 蜘蛛島：第 2 部分               |          | 2018/02/04 |
| 第1季 | 第21話 | 蜘蛛島：第 3 部分               |          | 2018/02/11 |
| 第1季 | 第22話 | 蜘蛛島：第 4 部分               |          | 2018/02/11 |
| 第1季 | 第23話 | 蜘蛛島：第 5 部分               |          | 2018/02/11 |
| 第1季 | 第24話 | 惡鬼：第 1 部分                 |          | 2018/02/18 |
| 第1季 | 第25話 | 惡鬼：第 2 部分                 |          | 2018/02/18 |
| 第2季 | 第26話 | 我是如何度過暑假的              |          | 2019/06/18 |
| 第2季 | 第2話  | 第二次機會                      |          | 2019/06/18 |
| 第2季 | 第3話  | 在奧克和艱難的地方之間          |          | 2019/06/25 |
| 第2季 | 第4話  | 超越一切                        |          | 2019/07/02 |
| 第2季 | 第5話  | 硬敲學校                        |          | 2019/07/09 |
| 第2季 | 第6話  | 死人的派對（第 1 部分）         |          | 2019/07/16 |
| 第2季 | 第7話  | 毒液歸來（第 2 部分）           |          | 2019/07/23 |
| 第2季 | 第8話  | 帶來壞人：第 1 部分             |          | 2019/07/30 |
| 第2季 | 第9話  | 帶來壞人：第 2 部分             |          | 2019/07/30 |
| 第2季 | 第10話 | 帶來壞人：第 3 部分             |          | 2019/08/06 |
| 第2季 | 第11話 | 帶來壞人：第 4 部分             |          | 2019/08/06 |
| 第2季 | 第12話 | 人才流失（第 1 部分）           |          | 2019/08/13 |
| 第2季 | 第13話 | 活腦（第 2 部分）               |          | 2019/08/13 |
| 第2季 | 第14話 | 沒有蜘蛛人的日子                |          | 2019/09/08 |
| 第2季 | 第15話 | 我自己是最大的敵人（第 1 部分） |          | 2019/09/15 |
| 第2季 | 第16話 | 重要更新（第 2 部分）           |          | 2019/09/22 |
| 第2季 | 第17話 | 煩惱的心（第 3 部分）           |          | 2019/09/29 |
| 第2季 | 第18話 | 斗篷和匕首（第 4 部分）         |          | 2019/10/06 |
| 第2季 | 第19話 | 究極（第 5 部分）               |          | 2019/10/13 |
| 第2季 | 第20話 | 全新的一天（第 1 部分）         |          | 2019/10/20 |
| 第2季 | 第21話 | 地窖（第 2 部分）               |          | 2019/10/27 |
| 第2季 | 第22話 | 通往綠惡魔戰爭之路              |          | 2019/11/03 |
| 第2季 | 第23話 | 綠惡魔戰爭：第 1 部分           |          | 2019/11/10 |
| 第2季 | 第24話 | 綠惡魔戰爭：第 2 部分           |          | 2019/11/17 |
| 第2季 | 第25話 | 綠惡魔戰爭：第 3 部分           |          | 2019/11/24 |
| 第2季 | 第26話 | 綠惡魔戰爭：第 4 部分           |          | 2019/12/01 |
| 第3季 | 第1話  | 毒液之網                        |          | 2020/04/19 |
| 第3季 | 第2話  | 驚奇朋友                        |          | 2020/05/17 |
| 第3季 | 第3話  | 毒液的復仇                      |          | 2020/06/21 |
| 第3季 | 第4話  | 蜘蛛人身分曝光                  |          | 2020/08/16 |
| 第3季 | 第5話  | 幾代人                          |          | 2020/09/27 |
| 第3季 | 第6話  | 最大毒液                        |          | 2020/10/25 |

## 職員
- Philip Pignotti – 監製
- Kevin Shinick – 故事編輯

## 製作
在2016年10月，該系列由漫威動畫的高級副總裁Cort Lane宣布製作，作為本系列前作終極蜘蛛人的續作，其前作已在2017年1月初结束。本作於2017年8月19日在迪士尼XD首映。

## 評價
IGN的Amy Ratcliffe給了第一季首演一個7.4的分數，並寫道這一系列「在熟悉與新奇之間保持了一個很好的平衡，重視蜘蛛俠原有的高質量的同時，也避開了像原版故事這樣觀眾過於熟悉的情節。 」 她評論說，漫威蜘蛛俠「足以靠一種不同的途徑使之獨立於其他有關這一角色的動畫。」

## 外部鏈接
互联网电影数据库（IMDb）上《蜘蛛侠》的资料（英文）（英文）